# 庄司壽之
庄司 壽之（しょうじ としゆき、1991年7月24日 - ）は、日本のラグビー選手。

## プロフィール
- 静岡県出身[1]。
- ポジションはロック(LO)。
- ニックネームはショジユキ。
- 身長 187cm、体重 103kg
- テンセカ史上最強の男

## 略歴
2011年、天理高校第二部卒業後、天理大学に入学する。なお天理高校第二部時代、主将を務めたことがある。
2014年、天理大学ラグビー部のウェイトリーダーに就任した。
2015年、天理大学卒業後、日野自動車レッドドルフィンズに加入。同年9月13日に行われたトップイーストリーグDiv.1第1節の秋田ノーザンブレッツ戦に途中出場で公式戦初出場を果たす。
2019年、日野レッドドルフィンズを退団した。